# Галаксија Ратова звезда
Галаксија Ратова звезда је само једна од милијарди других галаксија у фиктивном свету који је креирао Џорџ Лукас и она представља седиште џедаја и сита, Галактичке републике, и место одигравања Галактичког грађанског рата и Јужан Вонг рата.
Галаксија се у пречнику простире 120.000 светлосних година, односно 37.000 парсека (један парсек је 3,258 светлосних година) и стара је око 13 милијарди година. У центру се налази црна рупа, а галаксију окружује још седам мањих галаксија сателита у којима живот није широко распрострањен.
У галаксији ратова звезда укупно има отприлике 400 милијарди звезда, док планете које могу да одрже живот круже око 180 милијарди звезда. На 10% од тих планета се развио живот. Током периода Галактичке империје, преко 69 милиона система је добило право на своје представнике, док је 1,75 милиона планета имало сталне чланове. Империја је контролисала око 70 милиона система у којима је укупно живело преко 100 квадрилиона бића.

## Историја
Пре забележене историје, први политички ентитет за који се зна је била Империја Раката која се распала много пре формирања такозване галактичке цивилизације. Два најпознатија артефакта из тог времена су Pelgrin Oracle, Centerpoint станица.
Нови званични политички ентитет је формиран миленијум касније након што су људи овладали путовањем кроз хипер-свемир и ступили у контакт са бројним другим расама. Сви заједно су креирали лабаво удружење у коме су се поштовали исти закони и валута, а из свега тога је настала галактичка влада а самим тим је проглашена и република. Хат територије и један број мањих Сит империја су се супротстављали Галактичкој републици. Почетни конфликт је био религиозне природе и током њега се развијало учење о сили и разликовање тамне од светле стране. Сит империје су поражене али су се након тога враћале у неколико наврата током циклуса који се наставио и након завршетка Јужан Вонг рата.
Након једног миленијума скривања, Империја Сита је поново успостављена и под вођством Дарта Сидијуса је формирана Галактичка империја.
Ова империја је трајала свега две деценије, а након галактичког грађанског рата је од алијансе слободних светова формирана Нова Република. И поред овога, остаци империје су наставили да се супротстављају у наредној деценији, након чега је коначно потписан мировни споразум.
Недуго након тога, раса изван спољног прстена галаксије позната као Јужан Вонг је започела инвазију на Нову Републику. Поред пада великог броја система међу којима је био и Корусант, Нова Република је ипак успела да оствари победу.
Један број Јужан Вонга је укључен у галактичку заједницу и током наредних век и по се развило неколико различитих влада, укључијући Галактичку Алијансу и Нову Империју. Након новог рата Галактичка Алијанса је поново преузела доминантну улогу у владању галаксијом, док је Нова Империја Дарт Крајата разрушена.